# ヴンダーラント作戦

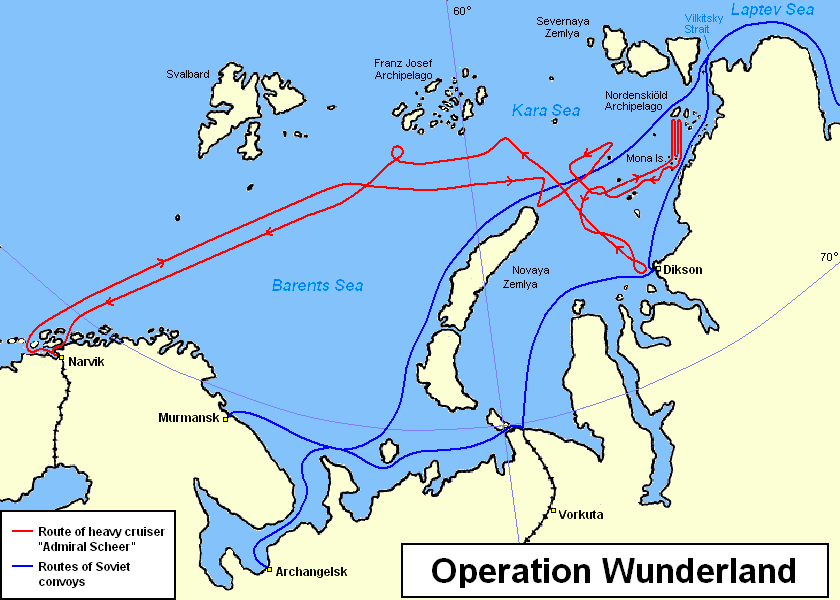
ヴンダーラント作戦（赤：アドミラル・シェーア　青：ソ連船団）

ヴンダーラント作戦 (ヴンダーラントさくせん。Unternehmen Wunderland) は第二次世界大戦中のドイツ海軍の作戦の一つ。1942年8月に行われたポケット戦艦（重巡洋艦）アドミラル・シェーアによる通商破壊作戦である。
8月16日、アドミラル・シェーアはこの作戦のためナルヴィクを出撃した。出撃時には駆逐艦フリードリヒ・エッコルト、エーリッヒ・シュタインブリンク、リヒャルト・バイツェンが護衛についた。これに加えてUボートU601とU251が敵船団の捜索に出撃した。アドミラル・シェーアはカラ海で敵船団を探したが捕捉出来なかった。8月25日、アドミラル・シェーアはノヴァヤゼムリャのジェラニエ岬にあるソ連の基地を砲撃して気象観測所などを破壊した。同日、ソ連の砕氷艦シビリャコフを撃沈した。この時、艦名を尋ねられたアドミラル・シェーアは日本のシシヤマであると答えている。8月27日、アドミラル・シェーアはエニセイ川河口にあるディクソンを攻撃して建物や港内の砕氷艦デズネフ、汽船レヴォルツィオナーを損傷させたがアドミラル・シェーアも3発の命中弾を受けた。8月30日にアドミラル・シェーアはナルヴィクに帰投し作戦は終了した。